# Kamfer
Kamfer er et hvidt, transparent, voksagtigt, krystallinsk stof med en karakteristisk lugt. Kamfer indgår i forskellige æteriske olier og findes bl.a. i Tigerbalsam og Camferine.
Kamfer udvindes af en olie fra kamfertræet, som i kontakt med luften danner krystaller med en speciel lugt. I begyndelsen er smagen brændende, senere kølig. Kamfer tilsættes til nitrocellulose ved fabrikationen af celluloid, et stof der siden 1950'erne har været på vej ud af produktionen på grund af dets store brandfarlighed.

## Historie
En kejser af Tang-dynastiet i Kina fik i 600-tallet serveret en ret bestående af sammenrørt mælk, mel og kamfer, nedkølet ved hjælp af is og regnet som verdens første dessert-is. I 825 fik barnekejseren Jing Zong en nedkølet ret af mælk, ris og kamfer. I gamle opslagsværk om medicin regnes kamfer til de kolde stoffer. På persisk er may-i kaafuur vin afkølet med kamfer. Koranen omtaler kaana misaaju-aa kaafuuran, som drikkes i paradis for at vise, at alle ens jordiske lidenskaber er nedkølet. Kinesisk kamfer har slet kvalitet, og sandsynligvis har de benyttet importeret vare. Kamfer er fundet i en egyptisk mumie. I 400-tallet dukker kaphourà op i en romersk lægebog: "Brug kamfer, hvis du har," står der, så den var måske svær at få fat i. I Tusind og en nat rejste Sindbad Søfareren fra ø til ø, indtil han mistede de andre og befandt sig alene på øen, hvor fugl Rok bor. På dens ryg fløj han til en ny ø, hvor han i en have så vældige kamfertræer, så store, at hundrede mand kunne få plads i skyggen under hvert enkelt af dem. Han beretter, at kamferen blev sanket ved at folk borede et hul oppe på stammen med et langt jernbor. Så løb den flydende kamfer ud, blev samlet i kar og størknede ligesom gummi. Derefter døde træet og blev anvendt som brænde. I 1100-tallet skrev en kinesisk rejsende, at kamferindhøstning var sæsonafhængigt. De indfødte på Borneo samlede sig i grupper på flere dusin, iført tøj af bark og med sago som proviant, inden de begav sig op i bjergsiderne efter kamfer. Shams al-Dimishqi skrev, at den, som borede hullet, måtte løbe væk med det samme, for det kunne være dødeligt at få frisk kamfer i ansigtet. Videre kunne kamfer kun sankes én gang i året, fordi træerne ellers blev bevogtet af giftige slanger, som kun forlod dem for at nedkøle sig ved havet efter parringen.

## Reaktioner
Typiske kamferreaktioner:
- bromering

- oxidering med salpetersyre

- omdannelse til isonitrokamfer

Kamfer kan også reduceres til isoborneol med natriumborhydrid.

## Biosyntese
I biosyntesen kan kamfer fremstilles fra geranyl-pyrofosfat, via ringdannelse af linaloyl pyrofosfat til bornyl pyrofosfat, efterfulgt af hydrolyse til borneol og oxidering til kamfer.